# 相生山車站
相生山站（日语：／ Aioiyama eki */?）是位於愛知縣名古屋市綠區相川3丁目，為名古屋市交通局（名古屋市營地下鐵）櫻通線之車站。車站編號為S19，車站代表色為露草色。

## 車站結構
本站為1面2線島式月台之地下車站，並設有可動式月台門。月台長度為20公尺，車廂之編組為6輛。再者，在名古屋市營地下鐵的延伸區段中，首度將車站設有代表色，本站為露草色。

### 月台配置
| 月台 | 路線   | 目的地                   |
| ---- | ------ | ------------------------ |
| 1    | 桜通線 | 德重方向                 |
| 2    | 桜通線 | 今池、名古屋、太閤通方向 |

## 相鄰車站
名古屋市營地下鐵
 櫻通線
鳴子北（S18）－相生山（S19）－神澤（S20）

## 外部連結
- 相生山 - 名古屋市交通局